# Liste der Baudenkmäler in Ramersdorf
Auf dieser Seite sind die Baudenkmäler im Münchner Stadtteil Ramersdorf im Stadtbezirk 16 Ramersdorf-Perlach aufgelistet. Zu diesen Baudenkmälern gibt es auch eine Bildersammlung und ein Fotoalbum mit ausgewählten Bildern.
Diese Liste ist Teil der Liste der Baudenkmäler in München. Grundlage ist die Bayerische Denkmalliste, die auf Basis des bayerischen Denkmalschutzgesetzes vom 1. Oktober 1973 erstmals erstellt wurde und seither durch das Bayerische Landesamt für Denkmalpflege geführt und aktualisiert wird. Die folgenden Angaben ersetzen nicht die rechtsverbindliche Auskunft der Denkmalschutzbehörde.

## Ensembles

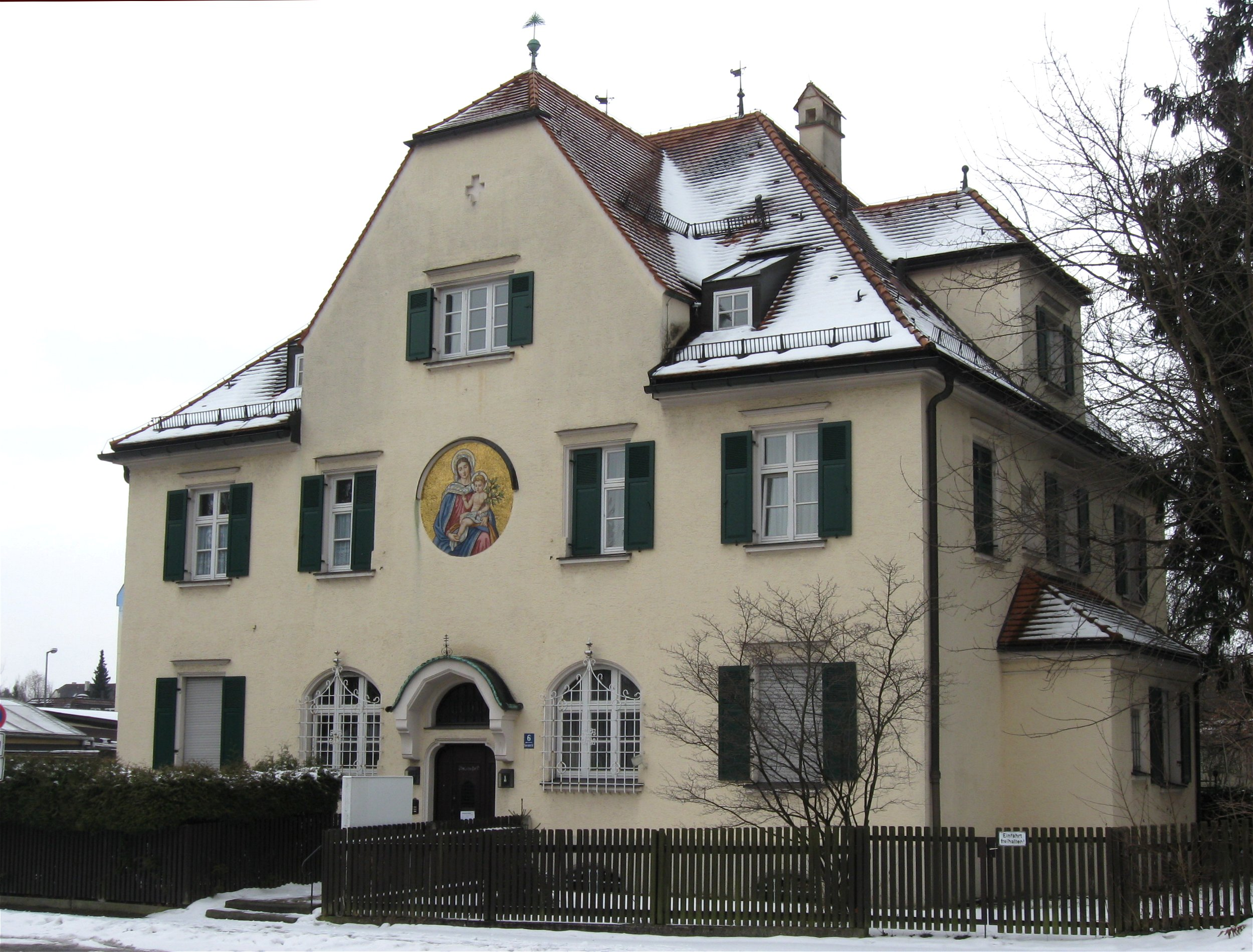
Ramersdorfer Straße 6; Katholisches Pfarrhaus

- Ortskern Ramersdorf. Das im frühen 11. Jahrhundert erstmals erwähnte Dorf besitzt mit der Wallfahrtskirche Maria Ramersdorf (15. Jh.), dem Mesnerhaus (15. Jh.), dem ehem. kurfürstlichen Jagdhaus (18. Jh.) und dem Kirchhof mit Kapelle und Mauer (17. Jh.) eine bemerkenswert geschlossene Baugruppe von großer historischer und städtebaulicher Bedeutung, die mit dem im 17. Jahrhundert gegründeten und im 19. Jahrhundert umgestalteten Alten Wirt und den ländlich-vorstädtischen Häusern der späten Gründerzeit malerisch zusammen gesehen werden kann. (E-1-62-000-55)

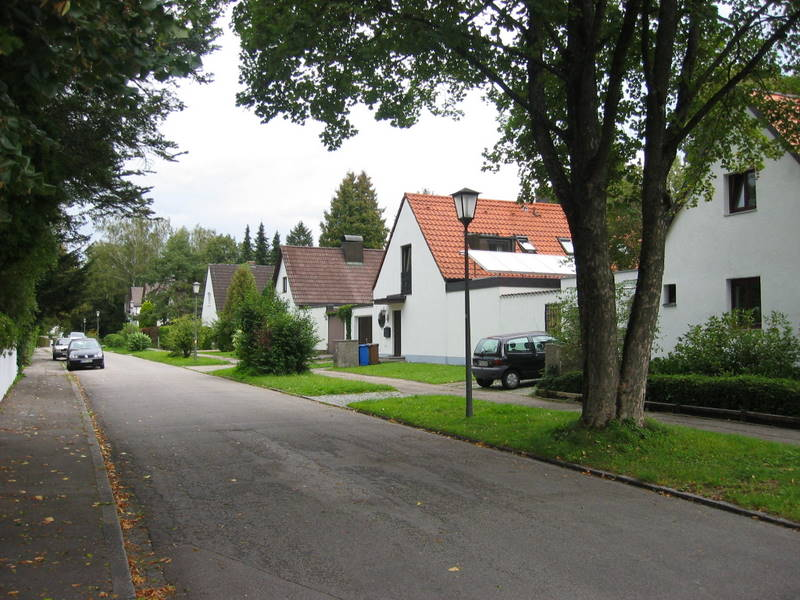
Mustersiedlung Ramersdorf

- Mustersiedlung Ramersdorf. Angelegt 1934 in Verbindung mit der Deutschen Siedlungsausstellung nach Entwurf von Guido Harbers. In sich geschlossener Bereich mit z. T. durch Grünstreifen getrennten Reihen von Einzel- und Doppelhäusern sowie zweigeschossigen Reihenhäusern. In Situierung – von der Stadt getrennt – und Begrünung der Gartenstadtbewegung verpflichtet, einerseits auf den Ortskern Ramersdorf mit seinem hohen Kirchturm ausgerichtet und damit der Großstadtlandschaft verbunden, andererseits durch Anger und Kirche als Gemeinschaft strukturiert. (E-1-62-000-56)

Zusätzlich zu den im Jahr 1934 errichteten Häusern sind etliche weitere Häuser als Bestandteil des Ensembles Mustersiedlung Ramersdorf in der Denkmalliste eingetragen. Über die Schutzwürdigkeit eines in den 1950er Jahren errichteten Hauses in der Hohenaschauer Straße kam es 2017 zu einem Rechtsstreit.

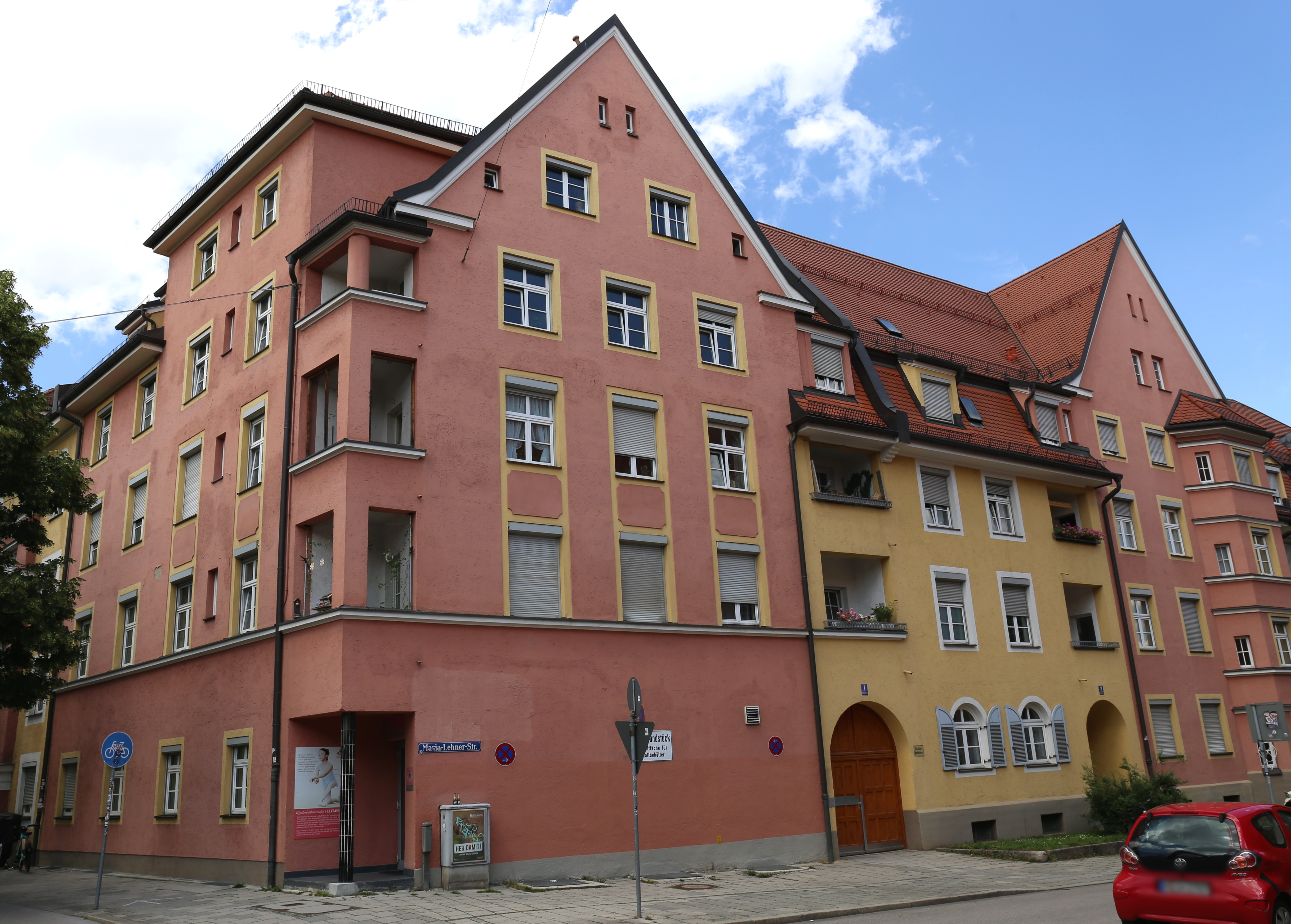
Wohnanlagen am Loehleplatz

- Wohnanlagen am Loehleplatz. Malerische Gruppe von Wohnbauten, 1907 bis 1927, durch den Ersten Weltkrieg unterbrochen, für den Verein für Verbesserung der Wohnungsverhältnisse in München (Heute: Gemeinnütziger Wohnungsverein München 1899 e. V.) unter der Führung von Johann Mund und unter Beteiligung von Richard Fuchs, Hans Wagner, Liebergesell und Lehmann errichtet. Die Bebauung ist, dem Grundgedanken des wenig vorher in Kraft getretenen Staffelbauplans Theodor Fischers entsprechend, von der viergeschossigen an der Rosenheimer Straße als Ausfallstraße zur zwei-, ja eingeschossigen an der Weißkopfstraße herabgestaffelt. Durch die Ausgestaltung der Eckbauten an der Mündung der Maria-Lehner-Straße wird auch städtebaulich ein Zugang zu den Straßen- und Platzräumen im Innern der Anlage geschaffen. Die Baukörper sind, besonders soweit sie aus dem Anfang der Bautätigkeit noch vor dem Ersten Weltkrieg stammen, selbst bei bescheidenen Ausmaßen reich gegliedert und dabei sowohl symmetrisch wie asymmetrisch zusammengeordnet. Damit wird die um einen Hof geschlossene Blockbebauung ebenso aufgelockert wie die Folgen von Reihenhäusern – ein Musterbeispiel malerischen Städtebaus im gesamten wie im Einzelnen, ausgerichtet auf die Ramersdorfer Kirche als Blickziel. Der Stilwandel zur Nachkriegsarchitektur wird, besonders bei den jüngeren Bauten an der Rosenheimer Straße, spürbar, bleibt jedoch im vorgegebenen Rahmen. (E-1-62-000-30)

## Einzelbauwerke
| Lage                                                                   | Objekt                                       | Beschreibung | Akten-Nr.        | Bild                       |
| ---------------------------------------------------------------------- | -------------------------------------------- | --- | ---------------- | -------------------------- |
| Aribonenstraße 7 (Standort)                                            | Mesnerhaus                                   | zweigeschossig, im Kern spätgotisch, mit gewölbtem Durchgang zum Kirchhof, um 1400/30 | D-1-62-000-395   | weitere Bilder             |
| Aribonenstraße 7 (Standort)                                            | Kennedy-Brünnlein                            | Brunnentrog und Aufbau mit Reliefbildnis, roter Marmor, neuklassizistisch, 1927. | D-1-62-000-396   | weitere Bilder             |
| Aribonenstraße 9 (Standort)                                            | Katholische Pfarrkirche St. Maria            | Wallfahrtskirche des 15. Jahrhunderts, Wandpfeilerkirche mit eingezogenem Chor, 1675 barockisiert, gotischer Turm mit barockem Helm; mit Ausstattung. Kirchhof mit Kirchhofmauer und Kapelle, 17. Jahrhundert, überlebensgroße Figur kreuztragender Christus, spätes 15. Jahrhundert. Im Ortskern von Ramersdorf. | D-1-62-000-397   | weitere Bilder             |
| Aribonenstraße 11 (Standort)                                           | Benefiziatenhaus                             | ehemaliges kurfürstliches Jagdhaus, zweigeschossig mit Walmdach, 18. Jahrhundert | D-1-62-000-398   | weitere Bilder             |
| Aribonenstraße 14 (Standort)                                           | Mietshaus, ehemals mit Gaststätte            | dreigeschossiger Mansarddachbau mit reicher Fassadengliederung in Formen des Neurokokos, rückwärtig mit eingeschossigem Nebenflügel mit Pultdach, von Ernst Dressler, 1899 | D-1-62-000-399   | weitere Bilder             |
| Aribonenstraße 20 (Standort)                                           | Wohnhaus                                     | eingeschossig, mit Zwerchhaus, Giebelfeld mit hölzernem Zierwerk, 2. Hälfte 19. Jahrhundert | D-1-62-000-400   | weitere Bilder             |
| Aribonenstraße 22 (Standort)                                           | Wohnhaus                                     | Neurenaissance, dreigeschossig, Ende 19. Jahrhundert; mit zwei Hausfiguren (Jesus und Maria). | D-1-62-000-401   | weitere Bilder             |
| Bad-Schachener-Straße 28 (Standort)                                    | Evangelisch-lutherische Rogatekirche         | Pfarrkirche, städtebaulich markante, einheitlich in Sichtziegelmauerwerk gestaltete Baugruppe mit Flach- und Satteldach, bestehend aus Kirche, Gemeindehaus und Pfarrwohnung, die zusammen mit dem hohen Turm als Geviert um einen gegen die Straße abgeschlossenen Hof angeordnet sind, längsgerichteter Kirchenraum mit vier sich nach oben verjüngenden Betonstützen, baldachinähnlicher, die Außenwände nicht berührender Decke und mit umlaufendem Fensterband; sämtlich von Werner Eichberg, 1963/64; mit Ausstattung. | D-1-62-000-7921  | weitere Bilder             |
| Führichstraße 53 (Standort)                                            | Grundschule                                  | historisierender Gruppenbau, 1915–18 von Robert Rehlen; Erweiterung an der Kirchseeoner Straße von Hermann Leitenstorfer, 1933; zugehörig: Brunnenbecken (Muschelkalk) mit Bronzefiguren Spielende Bären von Emil Manz, im Schulhof | D-1-62-000-7801  | weitere Bilder             |
| Hohenaschauer Straße 3 (Standort)                                      | Evangelisch-lutherische Gustav-Adolf-Kirche  | Pfarrkirche, weiß verputzter, giebelständiger Satteldachbau mit hohem giebelseitigem Turm und offener Holzvorhalle an der Fassade, Saalbau mit Rechteckchor, hölzerner Flachdecke und dreiseitig umlaufenden Emporen, von Guido Harbers, 1934/35; mit Ausstattung | D-1-62-000-2755  | weitere Bilder             |
| Karl-Preis-Platz (Standort)                                            | Brunnen                                      | mit Steinfigur Melusine, 1939 von Adolf Rothenburger; Skulptur: der Blockwalzer, 1929 von Fritz Koelle | D-1-62-000-3239  | weitere Bilder             |
| Ottobrunner Straße 60 (Standort)                                       | Werkstättenbaracke der Firma Funk und Vatter | erdgeschossiger Satteldachbau, von Josef Neumaier und Hans Noë, 1941 | D-1-62-000-11327 | weitere Bilder             |
| Ramersdorfer Straße 6 (Standort)                                       | Katholisches Pfarrhaus                       | zweigeschossiger Walmdachbau mit Zwerchgiebel, Erker, Dachgauben und Madonnenmosaik, von Max Ostenrieder, 1906 | D-1-62-000-5657  | weitere Bilder             |
| Rosenheimer Straße 214/216/218/220 Wageneggerstraße 1/3/5 (Standort)   | Mietshausanlage                              | 1925–27 von Eduard Thon; vergleiche Rosenheimer Straße 222/224/226/228 | D-1-62-000-5952  | weitere Bilder             |
| Rosenheimer Straße 222/224/226/228 Wilramstraße 57/59/61/63 (Standort) | Mietshausanlage                              | mit Eckausbildung zur Wilramstraße, 1925–27 von Eduard Thon; symmetrisch gruppiert und gleichartig zu Rosenheimer Straße 214/216/218/220 | D-1-62-000-5953  | weitere Bilder             |
| Ständlerstraße 20 (Standort)                                           | Straßenbahnhauptwerkstätte                   | Nördliche Werkshallen in Stahlbeton, mit vorgelagertem Wohngebäude (Beschaffungsstelle), 1918 als Kriegsmetallwerk von Karl Stöhr errichtet, 1926 von Fritz Beblo und Karl Meitinger als Straßenbahnwerkstättenanlage ausgebaut. Nach Kriegszerstörungen Dachaufbauten erneuert. Seit 2007 Ausstellungsräume des MVG Museums. | D-1-62-000-6618  | Straßenbahnhauptwerkstätte |
| Triester Straße und Wilramstraße (Standort)                            | Supraporten                                  | ausgeführt als Reliefs, Plastiken, Malereien und Sgraffitos, mit mitteleuropäischen als auch nordamerikanischen Motiven, über Eingängen von Häuserzeilen der ehemaligen Amerikanischen Siedlung Neuramersdorf, von Ernst Andreas Rauch, Max Lacher, Walter Senf u. w., 1949/50, zugehörige Steinportale mit gefelderten Holztüren, gleichzeitig | D-1-62-000-11248 | weitere Bilder             |

## Ehemalige Baudenkmäler
In diesem Abschnitt sind Objekte aufgeführt, die früher einmal in der Denkmalliste eingetragen waren, jetzt aber nicht mehr. Objekte, die in anderem Zusammenhang – also z. B. als Teil eines Baudenkmals – weiter eingetragen sind, sollen hier nicht aufgeführt werden. Aktennummern in diesem Abschnitt sind ehemalige, jetzt nicht mehr gültige Aktennummern. 

| Lage                        | Objekt             | Beschreibung | Akten-Nr.      | Bild           |
| --------------------------- | ------------------ | --- | -------------- | -------------- |
| Aribonenstraße 6 (Standort) | Gasthof Alter Wirt | im Kern wohl Bauern- und Gasthaus des 19. Jahrhunderts, mit Wirtsgarten; nach starker Erneuerung 2013 aus der Denkmalliste gestrichen worden | D-1-62-000-394 | weitere Bilder |